# NGC 498
NGC 498 je galaksija u zviježđu Ribe.

## Vanjske poveznice
- SEDS: NGC 498